# 圣保罗德瓦尔斯
圣保罗德瓦尔斯（法語：Saint-Paul-de-Varces，法語發音：[sɛ̃ pɔl də vaʁs]，意为“瓦尔斯的圣保罗”）是法国伊泽尔省的一个市镇，位于该省中南部，属于格勒诺布尔区。

## 地理
圣保罗德瓦尔斯（45°4'17"N, 5°38'26"E）面积19.69 平方千米，位于法国奥弗涅-罗讷-阿尔卑斯大区伊泽尔省，该省份为法国东南部内陆省份，北起顺时针与安省、萨瓦省、上阿尔卑斯省、德龙省、阿尔代什省、卢瓦尔省和罗讷省。
与圣保罗德瓦尔斯接壤的市镇（或旧市镇、城区）包括：勒加、朗斯昂韦科尔、瓦尔斯-阿利耶尔和里塞、维夫、维拉尔德朗斯。

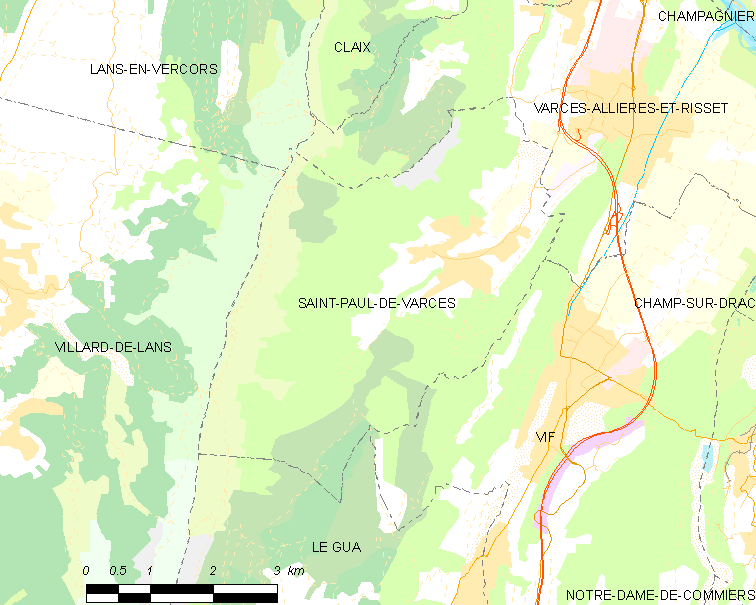
圣保罗德瓦尔斯的OSM定位图

圣保罗德瓦尔斯的时区为UTC+01:00、UTC+02:00（夏令时）。

## 行政
圣保罗德瓦尔斯的邮政编码为38760，INSEE市镇编码为38436。

## 政治
圣保罗德瓦尔斯所属的省级选区为勒蓬德克莱县。

## 人口

1962-2008年间圣保罗德瓦尔斯人口变化图示

圣保罗德瓦尔斯于2022年1月1日时的人口数量为2212人。